# Нарсингди
Нарсингди (бенг. নরসিংদী,  англ. Narsingdi) — город в Бангладеш, административный центр одноимённого округа.

## Географическое положение
Высота центра города составляет 3 метра над уровнем моря.

## Демография
Население города по годам:
| 1991    | 2001    | 2010    |
| ------- | ------- | ------- |
| 199 694 | 274 763 | 361 604 |